# Нестеров, Герман Вячеславович
Ге́рман Вячесла́вович Не́стеров (род. 31 августа 1991, Нижнекамск, Татарская ССР) — белорусский, казахский и российский хоккеист, нападающий.

## Карьера
Воспитанник нижнекамского хоккея. В составе «Нефтехимик-2» провел 22 игры, набрав 2+3 очка.
За три сезона, проведенных в МХЛ в составе «Реактора», провел 130 игр, забил 10 шайб и сделал 17 результативных передач.
В сезоне 2012/13 перешёл в ХК «Сарыарка» (Караганда), выступающей в ВХЛ. Параллельно выступает за ХК «Сарыарка-2», выступающий в чемпионате Казахстана.
В сезоне 2017/18 подписал контракт с ХК «Гомель», в составе которого провел 61 игру и стал обладателем Кубка Белоруссии. После сезона в «Динамо-Молодечно» вернулся в Гомель, где по итогам сезона 2020/21 получил приз «лучшему игроку плей-офф» и «лучшему игроку первенства по версии игроков».
Сезон-2024/25 провел за минскую «Юность», выиграв с ней плей-офф Экстралиги. В регулярном сезоне провел 50 матчей и набрал 41 (10+31) балл при 24 минутах штрафа и показателе полезности «+23». В плей-офф набрал 3 (3+0) очка в 15 матчах и 16 минут штрафа, показатель полезности «0».
В июне 2025 года подписал контракт с солигорским «Шахтером». 
Обладатель Кубка Салея в 2017 и 2024 годах и лучший бомбардир Кубка Салея-2024.  

## Международная карьера
Играл за сборную Казахстана на зимней Универсиаде 2015 года и завоевал серебряные медали. В мае 2021 года Нестеров получил от ИИХФ разрешение на выступление в международных турнирах за сборную Белоруссии. 23 мая 2021 года Герман забросил единственную шайбу сборной Белоруссии и принёс ей сенсационную победу над сборной Швеции (1:0) на чемпионате мира в Латвии.